# الضربة القاضية (فلم 2011)
الضربة القاضية (بالإنجليزية: Knockout) ويعرف أيضا باسم ولد ليقاتل (بالإنجليزية: Born to Fight) هو فيلم رياضة وحركة تم إنتاجه في كندا والولايات المتحدة وصدر سنة 2011 بطولة ستيف أوستين ودانيال مادجر.

## القصة
دان بارنز (ستيف أوستن) هو ملاكم محترف سابق تقاعد بعد أن سئم من وجوده العنيف. بينما يتعلم ماثيو كيفية الملاكمة والوقوف في وجه معذبيه، ومن بينهم بطل الملاكمة في المدرسة هيكتور توريس (جارين براندت بارتليت)، فإن الدور الجديد لدان كمدرس يساعده على التعامل مع ماضيه المضطرب. طوال الفيلم، يتعرض ماثيو (دانيال ماغدر) للتنمر باستمرار من قبل هيكتور، وفي مناسبات مختلفة، يستهدف هيكتور وأصدقاؤه ماثيو ويفعلون أي شيء باستمرار للتغلب عليه. ماثيو لديه شغف بالملاكمة، لأن جده كان من أفضل الملاكمين في سن مبكرة. بعد شجار صغير مع هيكتور، تم إرسال ماثيو إلى مكتب المدير لي لمدة أسبوع رهن الاعتقال. يواجه ماثيو مشاكل مع والدته ووالده بقبول انضمامه إلى نادي الملاكمة في المدرسة. يتعين على ماثيو أن يجادل ذهابًا وإيابًا مع عائلته حتى يسمح له والديه بالانضمام إلى نادي الملاكمة. بمجرد أن يتم قبوله في نادي الملاكمة المدرسي، في اليوم الأول عليه أن يتشاجر مع الفتوة المعذبة هيكتور. بينما يتنافسان في حلبة الملاكمة، يصبح هيكتور عدوانيًا تجاه ماثيو. بمجرد أن أطلق الحكم صافرة المباراة وقال توقف عن القتال، قام ماثيو بتسديدة رخيصة على هيكتور مما أدى إلى طرده من نادي الملاكمة في اليوم الأول. يرى دان البواب كل شيء، وتحدث إلى ماثيو، ملاحظًا أن ماثيو منزعج حقًا من الموقف برمته. ثم يتولى دان مسؤولية مساعدة ماثيو على تحقيق أحلامه في الملاكمة. ماثيو يتدرب ويفعل كل ما يلزم ليصبح أفضل ما يمكن أن يكون. بمساعدة مدربه دان، يستطيع ماثيو أن يتدرب ويصبح ملاكمًا أفضل.

## الميزانية
كلف الفيلم 1 مليون دولار.

## وصلات خارجية
مقالات تستعمل روابط فنية بلا صلة مع ويكي بيانات